# Adolf Ludvig von Strussenfelt
Adolf Ludvig von Strussenfelt, född 21 maj 1802 i Arrie församling, Malmöhus län, död 14 december 1882 i Endre församling, Gotlands län, var en svensk häradshövding, målare och tecknare.

## Biografi
Adolf Ludvig von Strussenfelt var son till kammarherren Michael von Strussenfelt och Fredrika Beata Lindencrona och från 1842 gift med Hilda Aurora Sundberg samt bror till Constantia Carolina Amalia von Strussenfelt. Von Strussenfelt studerade vid Det Kongelige Danske Kunstakademi i Köpenhamn och bedrev därefter konstnärlig verksamhet vid sidan av sin ordinarie tjänst som häradshövding. Hans mest kända målning är porträttet av Henrik Schartau som han målade ur minnet 1880. Förutom porträtt målade han även landskapsvyer och genremålningar. Han medverkade i Konstakademiens utställningar på 1830-talet. Von Strussenfelt är representerad vid Uppsala universitetsbibliotek. Han utgav 1840 boken Om försök till brott.

### Familj
Von Strussenfelt gifte sig 2 oktober 1842 i Stockholm med Hilda Aurora Sundberg (1818–1909), dotter till hovkonditorn Johan Petter Sundberg och Fredrika Johanna Dyhr. De fick tillsammans barnen Hilda Georgina Eleonora von Strussenfelt (1843–1932), översten Alexander von Strussenfelt (1846–1927) och Gunnar Alexander Ulrik von Strussenfelt (1848–1922).